# Колумбийско-эквадорские отношения
Колумбийско-эквадорские отношения — двусторонние дипломатические отношения между Колумбией и Эквадором. Протяжённость государственной границы между странами составляет 708 км.

## История
С 1819 по 1831 год Колумбия, Венесуэла и Эквадор входили в состав единого государства Великая Колумбия. После распада Великой Колумбии часть территории Эквадора вошла в состав Республики Новая Гранада, которая прекратило свое существование в 1858 году. В марте 2008 года Колумбия осуществила рейд на территорию Эквадора, в ходе которого был убит один из лидеров ФАРК Рауль Рейес. Данная военная акция была расценена руководством Эквадора как недружественная и в ответ эта страна разорвала дипломатические отношения с Колумбией. Отношения были восстановлены в ноябре 2010 года. 
25 ноября 2013 года президент Эквадора Рафаэль Корреа посетил Колумбию с государственным визитом. В ходе визита президент Колумбии Хуан Мануэль Сантос сделал заявление, что еще никогда отношения между этими двумя странами не были такими близкими как сейчас.